# Тимарево
Тимарево (болг. Тимарево) — село в Болгарии. Находится в Шуменской области, входит в общину Хитрино. Население составляет 874 человека.

## Политическая ситуация
В местном кметстве Тимарево, в состав которого входит Тимарево, должность кмета (старосты) исполняет Виждан Вежди Халил (Движение за права и свободы (ДПС)) по результатам выборов правления кметства.
Кмет (мэр) общины Хитрино — Нуридин Басри Исмаил Движение за права и свободы (ДПС)) по результатам выборов в правление общины.